# Cal Castellví (l'Arboç)
Cal Castellví és una obra del municipi de l'Arboç inclosa en l'Inventari del Patrimoni Arquitectònic de Catalunya.

## Descripció
Habitatge format per tres plantes separades per cornises. Els baixos presenten tres portalades d'arc rebaixat, la del centre, que és la principal, està decorada amb motllures. El pis noble consta d'un balcó central sostingut amb tres mènsules, on podem veure la data de 1883 i les inicials JC. Té una barana de ferro i una porta balconera decorada amb motllures. A cada costat hi ha una porta balconera amb barana de ferro. La segona planta presenta les mateixes obertures que la primera, però de dimensions més petites. Com a remat de l'edifici hi ha una barana de pedra que rodeja un terrat, que conté una torre de planta quadrangular, la qual té, a la vegada, una altra torre més petita.

## Història
L'edifici es construí en el temps de Joan Castellví, a finals del segle xix. Avui dia encara és habitat pels seus descendents.